# Langer Johann
Der Lange Johann ist das höchste Hochhaus in der mittelfränkischen Stadt Erlangen. Das 80 Meter hohe Gebäude mit 27 Stockwerken und einer Nutzfläche von rund 24.000 m² wurde zwischen 1969 und 1973 errichtet. Es gilt als das größte Wohngebäude Bayerns.

## Lage
Der Lange Johann liegt im Erlanger Ortsteil Alterlangen am Rande des Regnitztals, wo er einen weithin sichtbaren und die Stadtsilhouette prägenden Akzent bildet.

## Geschichte und Beschreibung
Der Lange Johann wurde 1969 bis 1973 direkt in der engeren Wasserschutzzone des Wasserwerks West errichtet. Das von den Erlanger Architekten Hanns und Heinz Scherzer geplante Gebäude erhielt seinen Namen in Anspielung auf seine Adresse als Ergebnis eines 1972 ausgeführten Preisausschreibens. Das Richtfest fand am 14. September 1973 statt. Ursprünglich war neben dem Wohnkomplex ein „Englischer Garten“ geplant, der aber nie realisiert wurde.
Die Wohnanlage ist in 400 Einheiten unterteilt. 384 davon sind Wohnungen, die alle über eine Loggia oder eine Terrasse verfügen. In den zu beiden Seiten des Hochhauses gestaffelten drei- bis viergeschossigen Flachbauten befinden sich zudem 16 Einheiten, die für gewerbliche Zwecke bestimmt sind. Außerdem gehört ein Parkhaus auf der gegenüberliegenden Straßenseite zu dem Komplex. Von dort führt eine Fußgängerunterführung zu dem Hochhaus.
Der Lange Johann verfügt über eine vergleichsweise anspruchsvolle Architektur, die sich insbesondere durch seinen außergewöhnlichen Grundriss ergibt. Zu beiden Seiten eines dezentralen Aufzugturms stehen zwei unterschiedlich lange Wohnblöcke, die nach Süden hin parallel nebeneinander, nach Norden hin aber jeweils leicht gekrümmt nach außen vorschwingend verlaufen. Die oberen Stockwerke sind in der Höhe gestaffelt, wobei der Westflügel aus maximal 27 und der Ostflügel aus maximal 25 Geschossen besteht.
Die Nord- und Südfassade werden von geschosshohen Waschbetonelementen beherrscht, die sich auch an der Ostseite wiederfinden. Dort werden die Platten zusätzlich von vier vertikalen Loggienbändern durchbrochen. An der Westfassade sind die Loggien das einzige Stilelement.
Bei einer 1999 bis 2001 durchgeführten Außensanierung wurde die ursprünglich gelbe Betonfassade durch eine abgestufte Farbgebung in blassen Rot-, Gelb-, Blau- und Grüntönen verändert.

## Bildergalerie

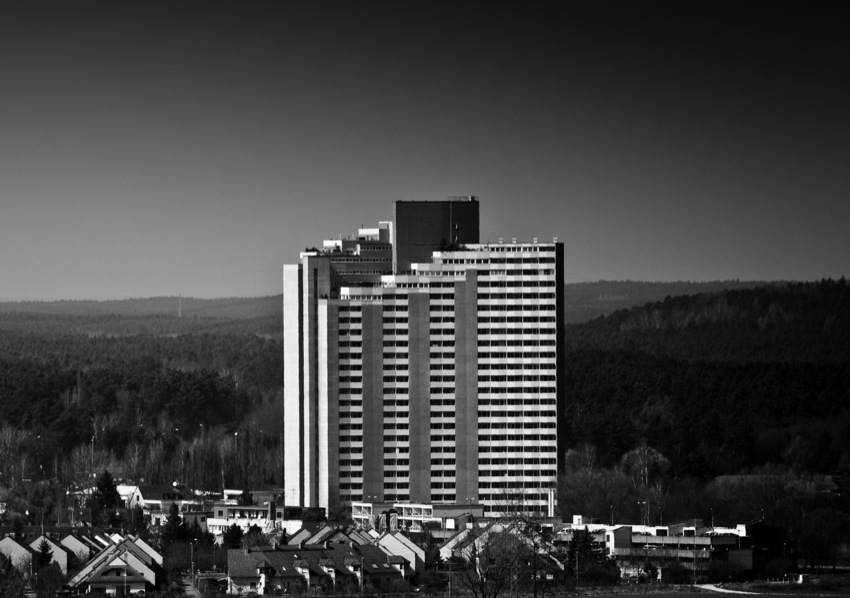
Langer Johann, 2009
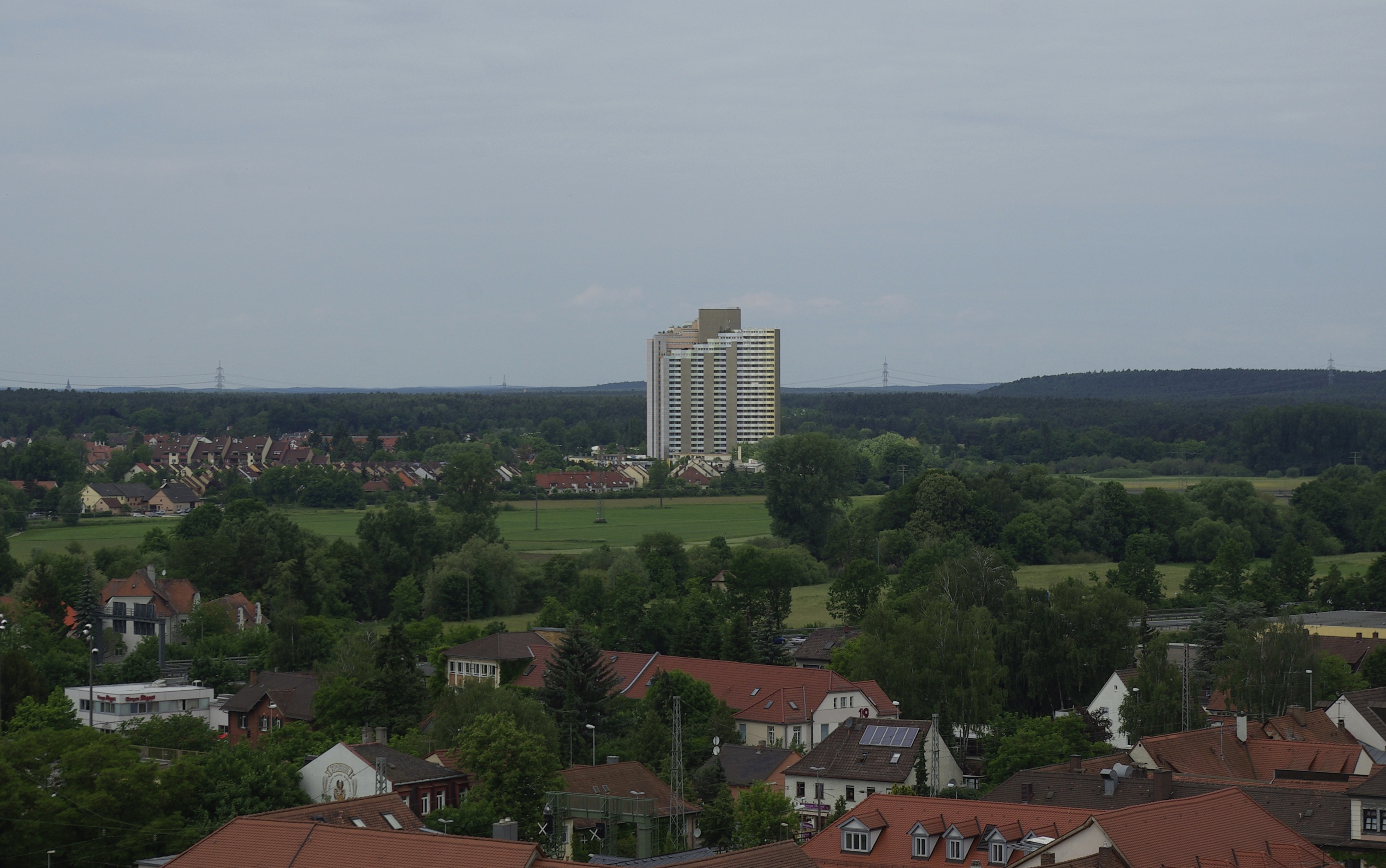
Blick vom Turm der Hugenottenkirche zum Langen Johann, 2012
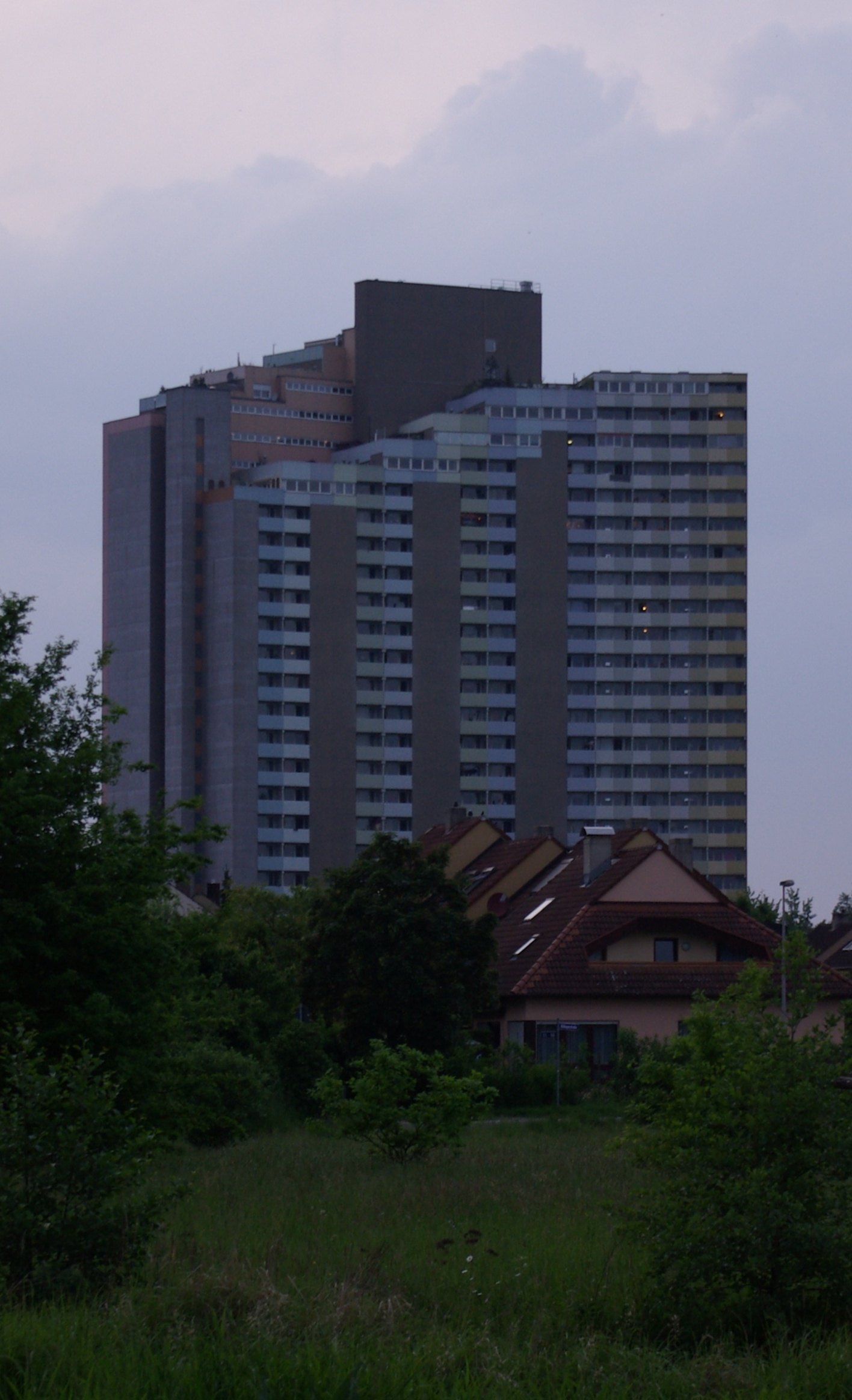
Langer Johann von Südosten, 2010
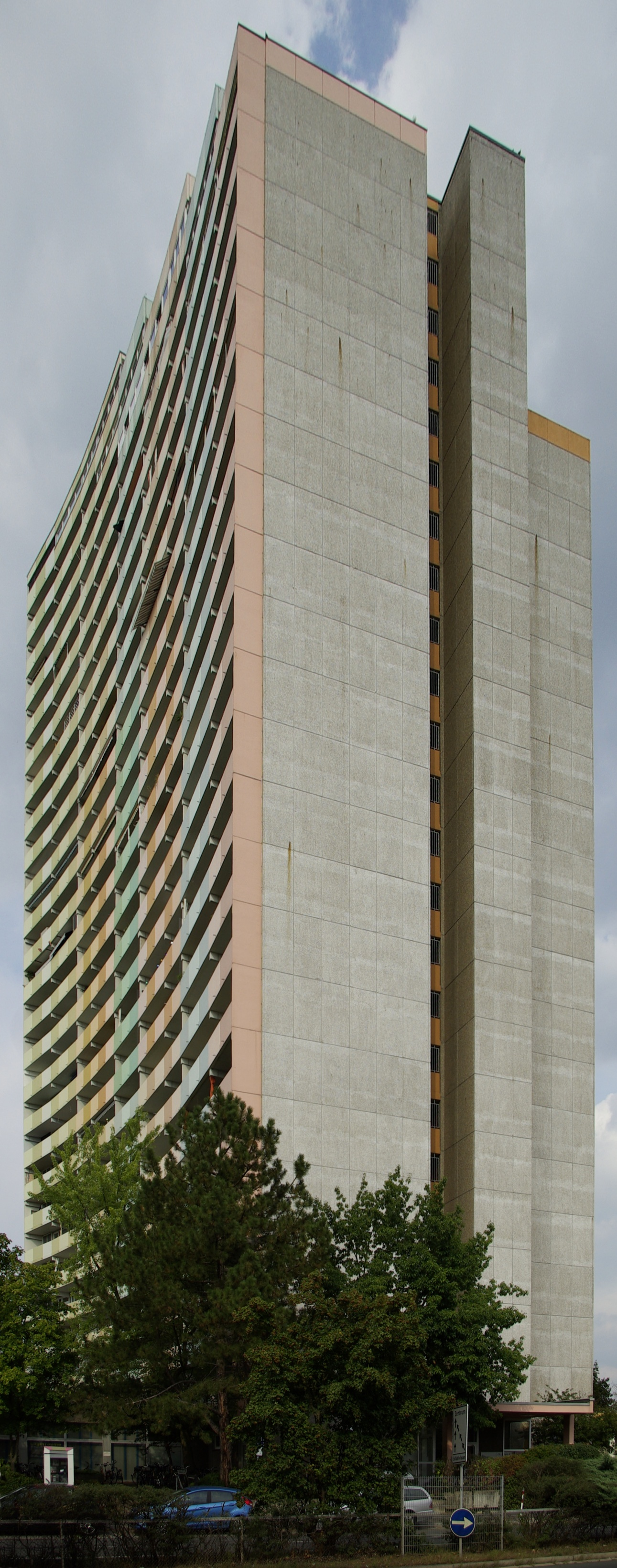
Südfassade, 2012